# بلدة صغيرة تسمى النسب
بلدة صغيرة تسمى النسب (بالإنجليزية: A Small Town Called Descent)‏ هُو فيلم دراما وجريمة جنوب أفريقي صدر سنة 2010 وقد ألفه وأخرجه جميل كيبيكا.

## طاقم التمثيل
- فوسي كونيني في دور لينديلو مبيلو.
- بول باكبي في دور ناثان ليبويتز.
- فويو دابولا في دور فيزيل ماييت.
- فانا موكونيا في دور النقيب جيمس سيكوبي.
- لينداني نكوسي في دور جاكي مبيزو.
- جون سافاج في دور الأب سكالي.
- مورغن بوسا في دور لوفمور متواررا.
- هلوبي مبويا في دور فونيكا هيكا.
- غيتمور سيتول في دور تشارلز متواررا.
- بوبو مازيبوكو في دور دافني مبيزو.
- زانديل مسوتوانا في دور سيمفيوي.
- جون دلاميني في دور ديمون.
- سيفو نوبونجوزا في دور سميلو.
- رويل بيوكس في دور جيكس فان نيكيرك.
- نونتوثوزيلو ويليامز في دور مافيس.

## روابط خارجية
بلدة صغيرة تسمى النسب على موقع IMDb (الإنجليزية)
- بلدة صغيرة تسمى النسب على موقع ألو سيني (الفرنسية)
- بلدة صغيرة تسمى النسب على موقع Turner Classic Movies (الإنجليزية)
- بلدة صغيرة تسمى النسب على موقع قاعدة بيانات الفيلم (الإنجليزية)
- بلدة صغيرة تسمى النسب على موقع ليتربوكسد (الإنجليزية)